# Armónica de cristal

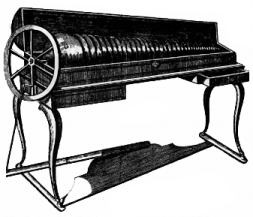
Armónica de cristal.

La armónica de cristal es un instrumento idiófono. 
Es el resultado de una automatización para el tañido del juego de copas musicales llevada a cabo por Benjamin Franklin en 1762, después de ver en Cambridge (Inglaterra) un concierto de copas de vino llenas de refresco tocadas por el inglés Edward Delaval (1729-1814). La primera ejecución en público fue ese mismo año con la interpretación de la inglesa Marianne Davies (1743 o 1744-ca. 1818), que después haría gira con su hermana pequeña, la soprano Cecilia Davies (ca. 1756-1836), siendo ésta aún una niña. Actuarían en Dublín (en 1763), en Londres y, también, en la Europa continental, donde entrarían en relación con la familia Mozart. Cecile y Marianne mantendrían correspondencia con Benjamin Franklin.
La armónica de cristal consiste en una serie de platos o boles de cristal de diferentes tamaños superpuestos y alineados horizontalmente, atravesados por un eje conectado por correa a un pedal que los hace girar mientras se toca, a la manera de una vieja máquina de coser. Se toca mojando los dedos ligeramente y tocando los platos mientras giran, lo que produce un sonido cristalino. Actualmente tiene un registro de cuatro octavas.
En algunos lugares estuvo prohibida porque se consideraba dañina. Se decía que provocaba cáncer en quienes la tocaban; aunque hoy en día se sabe que la causa real era el plomo con el que antiguamente se hacían los cristales y que también podía ser causa de saturnismo, motivo por el cual su uso vuelve a ser cada vez más frecuente, eso sí, con armónicas fabricadas de cristales sin plomo. 
Hoy en día es un instrumento poco utilizado, aunque algunos músicos, como el cantante Tom Waits en su álbum Swordfishtrombones, en su afán de innovación lo han utilizado para ampliar su sonido.

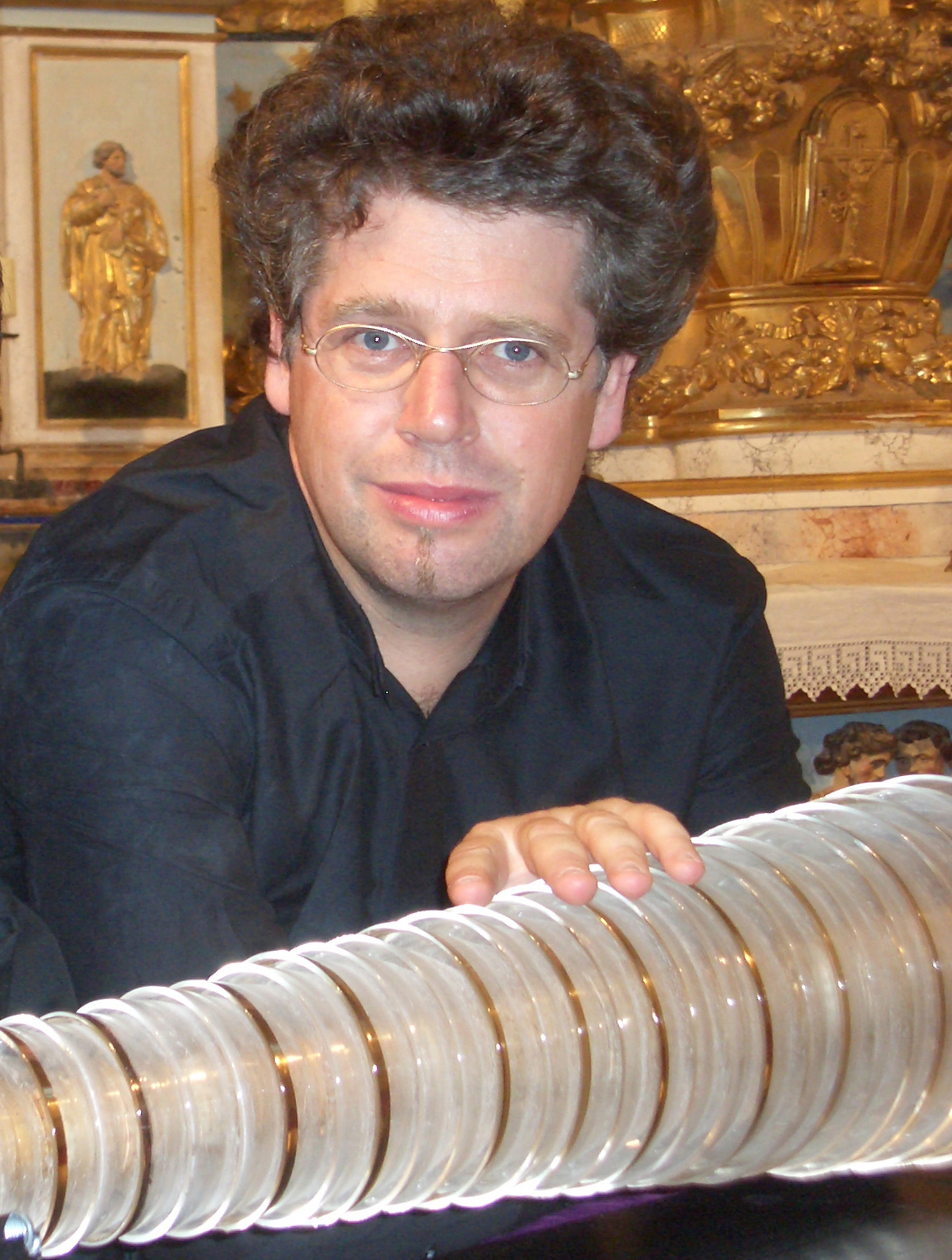
Una armónica de cristal tocada por el concertista Thomas Bloch (2007).

Debido al problema del plomo en los cristales que había antaño (produjo envenenamientos en los músicos), fue sustituida por flautas. Desde los años 80 del pasado siglo, se ha vuelto a utilizar en versiones originales de la célebre Escena de la locura de la ópera Lucia di Lammermoor, de Donizetti.